# Arno Claeys
Arno Claeys (5 april 1994) is een Belgisch voetballer die als verdediger speelt. Hij speelde tot 2016 bij KV Kortrijk en komt uit de jeugdwerking van de club.

## Clubcarrière
Claeys debuteerde op 12 april 2014 op de 3e speeldag van play-off 2 in de Jupiler Pro League. KV Kortrijk won in eigen huis met 4-1 van KV Mechelen. Op de eerste speeldag van het seizoen 2014/15, de derby tegen SV Zulte Waregem, zat hij de volledige wedstrijd op de bank. Op 24 mei 2015 start Claeys voor de eerste keer in de basis tegen Club Brugge, het is de laatste wedstrijd van het seizoen 2014/15.
In mei 2016 ondertekende Claeys een contract van één jaar met optie op een extra jaar bij Eendracht Aalst, dat na de competitiehervorming in 2016 werd ondergebracht in Tweede klasse amateurs. In januari 2018 leende de club hem voor de rest van het seizoen uit aan KSV Temse. Uiteindelijk maakte hij op definitieve basis de overstap naar Temse, waarmee hij in het seizoen 2017/18 zevende was geëindigd in Tweede klasse amateurs. Claeys groeide er uit tot aanvoerder. In februari 2019 raakte bekend dat Claeys vanaf het seizoen 2019/20 zou uitkomen voor Knokke FC. Hier bleef hij slechts één seizoen, want in 2020 stapte hij over naar KSKV Zwevezele.
Zijn eerste seizoen bij Zwevezele ging bijna volledig in rook op vanwege de coronapandemie. In het seizoen 2021/22 kwam Claeys met Zwevezele uit in de Tweede afdeling. In januari 2022 raakte evenwel bekend dat de club zich na afloop van het seizoen vrijwillig zou terugtrekken uit het nationale voetbal. Claeys werd in februari 2022 aangekondigd als toekomstige versterking bij SC Toekomst Menen, maar de reeksgenoot van Zwevezele koos uiteindelijk ook voor een heropstart in Vierde provinciale. Ook hier bleef hij niet lang, zijn volgende bestemming werd KSC Dikkelvenne.